# Sam Drissen
Sam Drissen (31 oktober 2001) is een Nederlands-Duits voetbalspeelster. Ze speelt als middenvelder voor Borussia Mönchengladbach in de Tweede Bundesliga.

## Clubcarrière
Sam Drissen kwam in haar jeugdjaren uit voor Stormvogels '28. Sinds 2017 komt Drissen uit in de jeugdopleiding van Borussia Mönchengladbach. Ze kwam uit voor het onder 17 team van Borussia Mönchengladbach in de B-Junioren Bundesliga. Drissen kwam tot 14 wedstrijden en 1 doelpunt voor Borussia Mönchengladbach onder 17.
Vanaf het seizoen 2023/24 maakte Drissen deel uit van het eerste elftal van Borussia Mönchengladbach uitkomend in de Tweede Bundesliga. Op 19 augustus 2023 maakte Drissen haar debuut in deze competitie in een uitwedstrijd tegen Hamburger SV door in de basis te starten.
Op 5 maart 2024 verlengde Drissen haar contract bij Borussia Mönchengladbach met een jaar waardoor ze tot medio 2025 behouden blijft voor de club.

## Statistieken
| Seizoen | Club                     | Competitie        | Competitie | Competitie | Beker | Beker | Overig | Overig | Totaal | Totaal |
| Seizoen | Club                     | Competitie        | Wed.       | Dlp.       | Wed.  | Dlp.  | Wed.   | Dlp.   | Wed.   | Dlp.   |
| ------- | ------------------------ | ----------------- | ---------- | ---------- | ----- | ----- | ------ | ------ | ------ | ------ |
| 2023/24 | Borussia Mönchengladbach | Tweede Bundesliga | 26         | 0          | 1     | 0     | 0      | 0      | 27     | 0      |
| Totaal  | Totaal                   | Totaal            | 26         | 0          | 1     | 0     | 0      | 0      | 27     | 0      |

Bijgewerkt t/m 2 juni 2024.